# Municipio de Scipio (condado de Seneca)
El municipio de Scipio (en inglés: Scipio Township) es un municipio ubicado en el condado de Seneca en el estado estadounidense de Ohio. En el año 2010 tenía una población de 1729 habitantes y una densidad poblacional de 18,06 personas por km².

## Geografía
El municipio de Scipio se encuentra ubicado en las coordenadas 41°7′31″N 83°0′58″O / 41.12528, -83.01611. Según la Oficina del Censo de los Estados Unidos, el municipio tiene una superficie total de 95.72 km², de la cual 95,71 km² corresponden a tierra firme y (0,01 %) 0,01 km² es agua.

## Demografía
Según el censo de 2010, había 1729 personas residiendo en el municipio de Scipio. La densidad de población era de 18,06 hab./km². De los 1729 habitantes, el municipio de Scipio estaba compuesto por el 98,44 % blancos, el 0,17 % eran afroamericanos, el 0,69 % eran amerindios, el 0,06 % eran asiáticos, el 0,12 % eran de otras razas y el 0,52 % eran de una mezcla de razas. Del total de la población el 1,5 % eran hispanos o latinos de cualquier raza.